# Sudamericano de Rugby 1973
El Sudamericano de Rugby de 1973 fue disputado por las 5 selecciones de la edición anterior, esta vez fue Brasil quien organizó el torneo. Argentina obtuvo su octavo trofeo y Uruguay logró el vicecampeonato por segunda vez, también participaron Chile y Paraguay. Se jugó en São Paulo en la cancha del São Paulo Athletic Club (SPAC).

## Equipos participantes
- Selección de rugby de Argentina
- Selección de rugby de Brasil
- Selección de rugby de Chile
- Selección de rugby de Paraguay
- Selección de rugby de Uruguay

## Posiciones
| Pos. | Equipo    | Encuentros | Encuentros | Encuentros | Encuentros | Tantos  | Tantos    | Tantos     | Puntos |
| Pos. | Equipo    | jugados    | ganados    | empatados  | perdidos   | a favor | en contra | diferencia | Puntos |
| ---- | --------- | ---------- | ---------- | ---------- | ---------- | ------- | --------- | ---------- | ------ |
| 1    | Argentina | 4          | 4          | 0          | 0          | 309     | 6         | + 303      | 8      |
| 2    | Uruguay   | 4          | 3          | 0          | 1          | 60      | 80        | - 20       | 6      |
| 3    | Chile     | 4          | 2          | 0          | 2          | 62      | 79        | - 17       | 4      |
| 4    | Brasil    | 4          | 1          | 0          | 3          | 31      | 137       | - 106      | 2      |
| 5    | Paraguay  | 4          | 0          | 0          | 4          | 18      | 178       | - 160      | 0      |

Nota: Se otorgan 2 puntos al equipo que gane un partido, 1 al que empate, 0 al que pierda

## Resultados[1]

### Primera Fecha
| 14 de octubre | Chile | 10 - 13 | Uruguay | cancha del SPAC, São Paulo, Brasil |  |

| 14 de octubre | Argentina | 98 - 3 | Paraguay | cancha del SPAC, São Paulo, Brasil |  |

### Segunda Fecha
| 16 de octubre | Brasil | 3 - 22 | Chile | cancha del SPAC, São Paulo, Brasil |  |

| 16 de octubre | Argentina | 55 - 0 | Uruguay | cancha del SPAC, São Paulo, Brasil |  |

### Tercera Fecha
| 18 de octubre | Brasil | 6 - 16 | Uruguay | cancha del SPAC, São Paulo, Brasil |  |

| 18 de octubre | Chile | 27 - 3 | Paraguay | cancha del SPAC, São Paulo, Brasil |  |

### Cuarta Fecha
| 20 de octubre | Uruguay | 31 - 9 | Paraguay | cancha del SPAC, São Paulo, Brasil |  |

| 20 de octubre | Brasil | 0 - 96 | Argentina | cancha del SPAC, São Paulo, Brasil |  |

### Quinta Fecha
| 21 de octubre | Brasil | 22 - 3 | Paraguay | cancha del SPAC, São Paulo, Brasil |  |

| 21 de octubre | Argentina | 60 - 3 | Chile | cancha del SPAC, São Paulo, Brasil |  |

| Bandera de Argentina |
| Campeón Argentina    |
| Octavo título        |